# Dietsland-Europa
Dietsland-Europa was een Belgisch Nederlandstalig politiek tijdschrift van nationalistische strekking.

## Historiek
Het blad verscheen voor het eerst in 1956. Omwille van financiële en structurele problemen verschenen er dat jaar slechts vijf nummers. In januari fuseerde het blad met het tijdschrift Ter Waarheid. Eind jaren 60 telde het blad nog slechts 80 abonnees en werd het overgenomen door Were Di. Het tijdschrift sympathiseerde met het Vlaams Blok en het apartheidsregime in Zuid-Afrika. Er verschenen onder meer themanummers rond 150 jaar België, de slag bij Woeringen in 1288 en Zuid-Afrika. In andere themanummers werd er gefocust op personen, waaronder Wies Moens, Angela Tysmans, Cyriel Verschaeve, Julius Evola, Marcel Brauns en Ward Hermans.
Na een conflict tussen Were Di en Karel Dillen in 1975 nam deze laatste ontslag als hoofdredacteur. Hij werd in die hoedanigheid opgevolgd door Bert Van Boghout en in de jaren 90 door Ludo Gerits. In oktober 2006 werd het tijdschrift stopgezet. Verschillende leden van het Vlaams Belang maakten deel uit van de redactie waaronder Gerolf Annemans.

## Structuur

### Bestuur
Het tijdschrift werd aanvankelijk uitgeven als orgaan van de Jong Nederlandse Gemeenschap, verantwoordelijk uitgever was Fideel de Volder. Later werd het maandblad overgenomen door Were Di.
| Periode     | Hoofdredacteur   |
| ----------- | ---------------- |
| 1956 - 1975 | Karel Dillen     |
| 1975 - ?    | Bert Van Boghout |
| 1981 - ?    | Jos Vinks        |
| ? - 2006    | Ludo Gerits      |
| ? - 2006    | Herman Thuriaux  |

### (ex-)medewerkers
- Gerolf Annemans
- Jan Claes
- Maurits Cailliau[5]
- Arthur De Bruyne[6]
- Hector De Bruyne[7]

- Karel Dillen
- Mia Dujardin[8]
- Ludo Gerits
- Roeland Raes
- Herman Seaeve

- Maurits Van Baelen
- Bert Van Boghout
- Gui Van Gorp
- Toon Van Overstraeten
- Jos Vinks